# Josephina Sandberg
Josephina Elisabet Sandberg, född 28 november 1840 i Fredsbergs församling i Skaraborgs län, död 6 februari 1918 i Jakobs församling i Stockholms stad, var en svensk massör och sjukgymnast.
Hon var dotter till slussvakten vid Göta kanal Jan P. Sandberg och Brita Andersdotter.
Vid fjorton års ålder reste hon till Stockholm. Hon blev mor till Johan Valdemar (1860–1905), Elvira Matilda (1867–1936) och Beda Emilia (1878–USA)
Från att ha varit piga, senare handlerska, liktornsoperatris, sjuksköterska, och massös var hon verksam som sjukvårdare och massör inom privatsjukvården i Stockholm. Hon var framgångsrik och anlitades av många förmögna patienter, vilket gjorde det möjligt för henne att även ägna sig åt patienter utan resurser.
Hon var massös och sjukvårdare till Oscar II och fick av honom 1897 förtjänstmedaljen i guld, något som fick kritik av vissa.
Hon instiftade år 1890 "Josephina Sandbergs fond för fader- och moderlösa barn", som förvaltades av föreningen "Idogheten".
Sandberg är begravd på Norra begravningsplatsen utanför Stockholm.